# Oculus (Film)
Oculus ist ein US-amerikanischer Horrorfilm von Mike Flanagan aus dem Jahr 2013, der auf seinem Kurzfilm Oculus: Chapter 3 – The Man with the Plan basiert. Premiere hatte der Film am 5. September 2013 beim Toronto International Film Festival.

## Handlung
Tim Russel wird aus einer psychiatrischen Anstalt, in der er sich wegen zunächst nicht näher erläuterten Vorfällen befindet, entlassen. Er wird von seiner älteren Schwester Kaylie abgeholt, die in einem Auktionshaus arbeitet. Das Auktionshaus hat einen antiken Spiegel versteigert, den Kaylie unter Vorspielung falscher Tatsachen in das alte Wohnhaus der Familie bringt. Sie erinnert Tim an das Versprechen, das die beiden sich als Kinder gegeben haben, und fordert ihn auf, sich mit ihr in dem alten Wohnhaus zu treffen.
Ab hier wird der Film in zwei Zeitebenen erzählt, die miteinander verwoben sind und teilweise sogar miteinander interagieren: Einmal die Vorkommnisse in der Kindheit der beiden und einmal in der Gegenwart als Erwachsene. In der Vergangenheit zieht die Familie Russel in ein neues Anwesen. Der Vater Alan hat für sein Büro einen antiken Spiegel gekauft und hängt ihn in seinem Büro auf. Im weiteren Verlauf häufen sich die merkwürdigen Ereignisse: Die Mutter Marie hat immer mehr Visionen vom Verfall ihres Körpers, Alan hält sich immer häufiger in seinem Büro auf und hat dort Kontakt zu einer mysteriösen Frau, sämtliche Pflanzen im Haus verwelken und der Familienhund verschwindet auf einmal spurlos, nachdem er in das Büro gesperrt wurde.
Marie wird plötzlich aggressiv ihren Kindern gegenüber und wird deswegen von Alan in das Schlafzimmer eingesperrt und angekettet. Der Vater vernachlässigt seine Kinder und ignoriert ihr Bitten um medizinische Hilfe für die Mutter. Sämtliche Versuche der Kinder, von außen Hilfe zu holen, schlagen fehl. Schließlich lässt Alan seine Frau frei, die sich sofort wieder ihren Kindern gegenüber aggressiv verhält. Kurz bevor Marie Kaylie erwürgen kann, wird sie von Alan erschossen. Die Kinder verstecken sich vor ihrem Vater und werden dabei auch von der mysteriösen Frau gejagt. Ein Versuch der Kinder, den Spiegel zu zerstören, schlägt fehl. Schließlich stellt Alan seine Kinder im Büro und versucht Kaylie zu erschießen, wird daran aber von Tim gehindert, der die Waffe gegen seinen Vater richtet. Alan drückt für seinen Sohn ab und stirbt. Tim wird daraufhin von der Polizei in die psychiatrische Anstalt gebracht.
In der Gegenwart ist Tim inzwischen davon überzeugt, sich die Ereignisse der Kindheit nur eingebildet zu haben. Seine Schwester versucht jedoch, durch einen ausgeklügelten Plan auf Video zu beweisen, dass der Spiegel verflucht ist. Sie hat inzwischen herausgefunden, dass alle Vorbesitzer des Spiegels eines gewaltsamen Todes gestorben sind. Kaylie weiht Tim in ihren Plan ein, doch dieser ist zunächst weiter skeptisch und versucht seinerseits, Kaylie davon zu überzeugen, dass die Ereignisse der Kindheit so nicht stattgefunden hätten. Als dann aber die als Indikator aufgestellten Pflanzen verwelken und die beiden ebenfalls anfangen, seltsames Verhalten an den Tag zu legen, wird Tim skeptisch. Tim und Kaylie werden immer mehr von Halluzinationen heimgesucht und Kaylie tötet dabei auch aus Versehen ihren Verlobten. Sämtliche Versuche, Hilfe zu holen, schlagen wieder fehl.
Die Vergangenheit und Gegenwart verweben sich immer mehr und schließlich versucht Tim, den Spiegel mit einem Notfallmechanismus, den Kaylie installiert hat, zu zerstören, tötet dabei aber unbeabsichtigt seine Schwester. Tim wird erneut wegen der Tötung seiner Schwester von der Polizei abgeführt und behauptet, wie auch schon in der Kindheit, dass der Spiegel die Verbrechen begangen habe.

## Produktion
Mike Flanagan hatte zuvor den Kurzfilm Oculus: Chapter 3 – The Man with the Plan gedreht, der aufgrund von positiven Bewertungen als Spielfilm gedreht werden sollte. Verschiedene Filmstudios wollten zunächst einen Found-Footage-Film produzieren, was Flanagan jedoch ablehnte. Schließlich willigte Intrepid Pictures ein, einen Film außerhalb von Found Footage zu produzieren. Die Dreharbeiten fanden im Oktober 2012 in Alabama statt und der Film wurde schließlich am 5. September 2013 auf dem Toronto International Film Festival uraufgeführt.

## Rezeption
Christoph Petersen von Filmstarts.de findet Oculus als „ein[en] zwar ambitionierte[n], aber leider nicht sonderlich spannende[n] Spiegel-Schocker“.
Auf Rotten Tomatoes erhielt der Film eine Bewertung von 73 %.